# Mavroudis Bougaidis
Mavroudis Bougaidis (Koufalia, Grecia, 1 de junio de 1993) es un futbolista griego que juega como defensa central para el Panthrakikos FC de la Super Liga de Grecia.

## Trayectoria

### Primeros años
Las academias del Aris Salónica Fútbol Club encontraron un defensor talentoso y el club firmó con el un contrato de dos años. Muchos clubes de Grecia estaban interesados en fichar a Bougaidis. Cuatro clubes de Europa se acercaron a él, pero él eligió jugar para el AEK Atenas.

### AEK Atenas
El 16 de mayo de 2011 firmó un contrato de 3 años con el AEK Atenas. Bougaidis hizo su debut en Europa League ante el Anderlecht. En julio de 2012 AEK Atenas rechazó una oferta de 1,1 millones de euros por Bougaidis del Everton FC.

### Granada CF
El 30 de julio de 2013 Bougaidis firmó un contrato de 3 años con el Granada CF. Inicialmente se unió al Hércules CF en calidad de préstamo, pero el acuerdo más tarde se derrumbó y fue asignado al Granada B. El 1 de enero de 2014 Bougaidis fue cedido al Aris Salónica Fútbol Club, hasta final de la temporada 2013-14.
Para la temporada 2014-2015 el jugador griego vuelve a salir en calidad de cedido esta vez al Lechia Gdansk de la Ekstraklasa de Polonia.

### Panthrakikos FC
El 27 de julio de 2015 se confirma su traspaso por parte del Granada CF al Panthrakikos FC de la Super Liga de Grecia donde estará a las órdenes del entrenador español José Manuel Roca Cases.

## Equipos
Comenzó en la cantera del Aris de Salónica, con la siguiente carrera profesional:
| Club                      | Temporada           | Categoría           | Liga    | Copa    | Total   |
| Club                      | Temporada           | Categoría           | Jugados | Jugados | Jugados |
| ------------------------- | ------------------- | ------------------- | ------- | ------- | ------- |
| Aris Salónica             | 2009-10             | Primera División    | 0       | 0       | 0       |
| Aris Salónica             | 2010- 11            | Primera División    | 0       | 0       | 0       |
| AEK Atenas                | 2011-12             | Primera División    | 9       | 1       | 10      |
| AEK Atenas                | 2012- 13            | Primera División    | 18      | 2       | 20      |
| Granada C.F. B            | 2013-14             | Segunda División B  |         |         |         |
| Aris Salónica Fútbol Club | 2013-14             | Primera División    |         |         |         |
| Lechia Gdańsk             | 2014-15             | Ekstraklasa         |         |         |         |
| Panthrakikos FC           | 2015-               | Primera División    |         |         |         |
| Total en su carrera       | Total en su carrera | Total en su carrera | 27      | 3       | 30      |

Además, ha disputado dos partidos de Europa League con el AEK Atenas.

## Internacionalidades
Ha sido internacional en las categorías inferiores de la selección nacional de Grecia: 14 partidos en la sub-19, 4 en la sub-20 y 2 en la sub-21.